# Сабазан
Сабаза́н (фр. Sabazan) — коммуна во Франции, находится в регионе Юг — Пиренеи. Департамент — Жер. Входит в состав кантона Эньян. Округ коммуны — Миранд.
Код INSEE коммуны — 32354.

## География

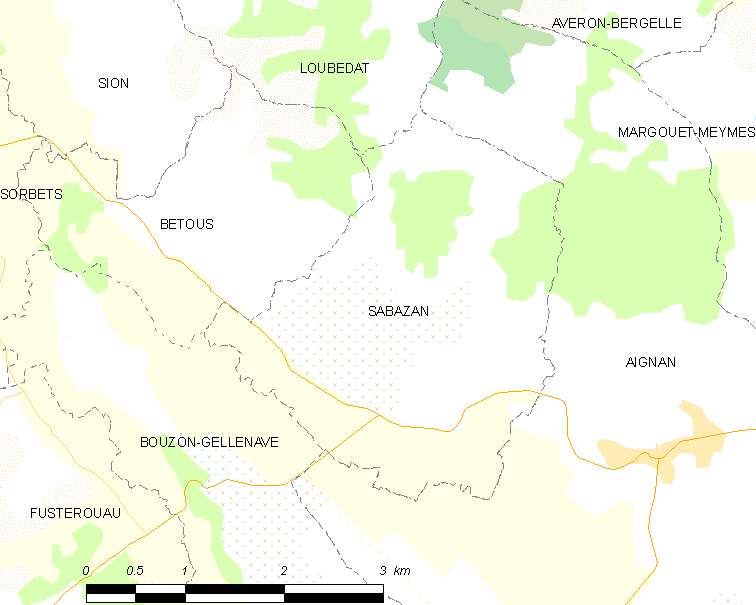
Карта коммуны

Коммуна расположена приблизительно в 600 км к югу от Парижа, в 115 км западнее Тулузы, в 45 км к западу от Оша.
На юго-западе коммуны протекает река Пети-Мидур.

## Климат
Климат умеренно-океанический. Лето жаркое и немного дождливое, температура часто превышает 35 °С. Зимой часто бывает отрицательная температура и ночные заморозки. Годовое количество осадков — 700—900 мм.

## Население
Население коммуны на 2010 год составляло 134 человека.
| 1962 | 1968 | 1975 | 1982 | 1990 | 1999 | 2010 |
| ---- | ---- | ---- | ---- | ---- | ---- | ---- |
| 163  | 147  | 131  | 142  | 151  | 135  | 134  |

## Администрация
| Период | Период | Фамилия        | Партия | Примечания |
| ------ | ------ | -------------- | ------ | ---------- |
| 2001   | 2008   | Жан-Луи Ришар  |        |            |
| 2008   | 2020   | Жан-Пьер Дюкас |        |            |

## Экономика
В 2010 году среди 84 человек трудоспособного возраста (15-64 лет) 58 были экономически активными, 26 — неактивными (показатель активности — 69,0 %, в 1999 году было 70,7 %). Из 58 активных жителей работали 55 человек (32 мужчины и 23 женщины), безработных было 3 (2 мужчин и 1 женщина). Среди 26 неактивных 2 человека были учениками или студентами, 18 — пенсионерами, 6 были неактивными по другим причинам.

## Достопримечательности
- Замок Сабазан (XII век). Исторический памятник с 1979 года[4]
- Церковь Св. Иоанна Крестителя (XI—XII века)

## Фотогалерея

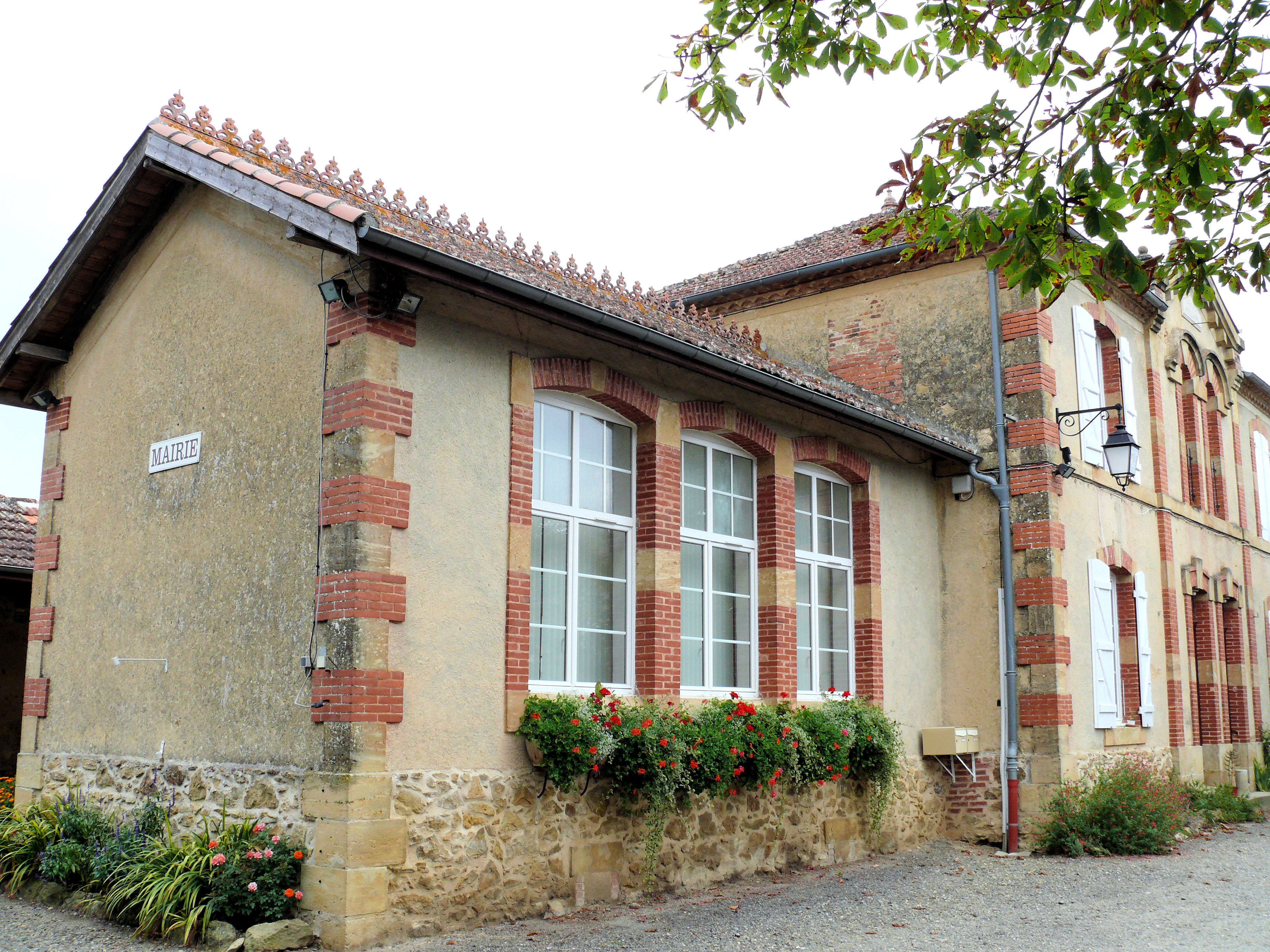
Мэрия
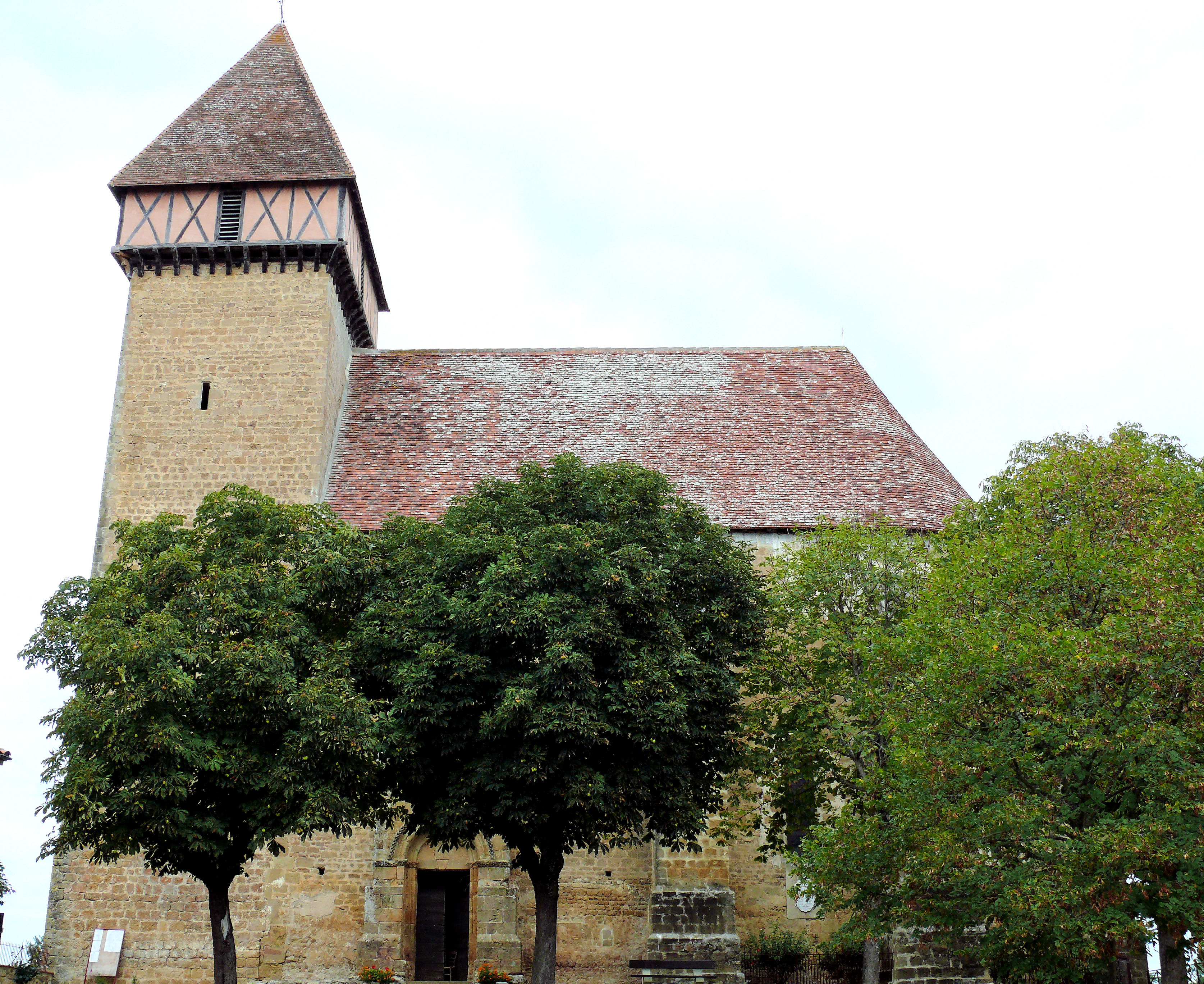
Церковь Св. Иоанна Крестителя
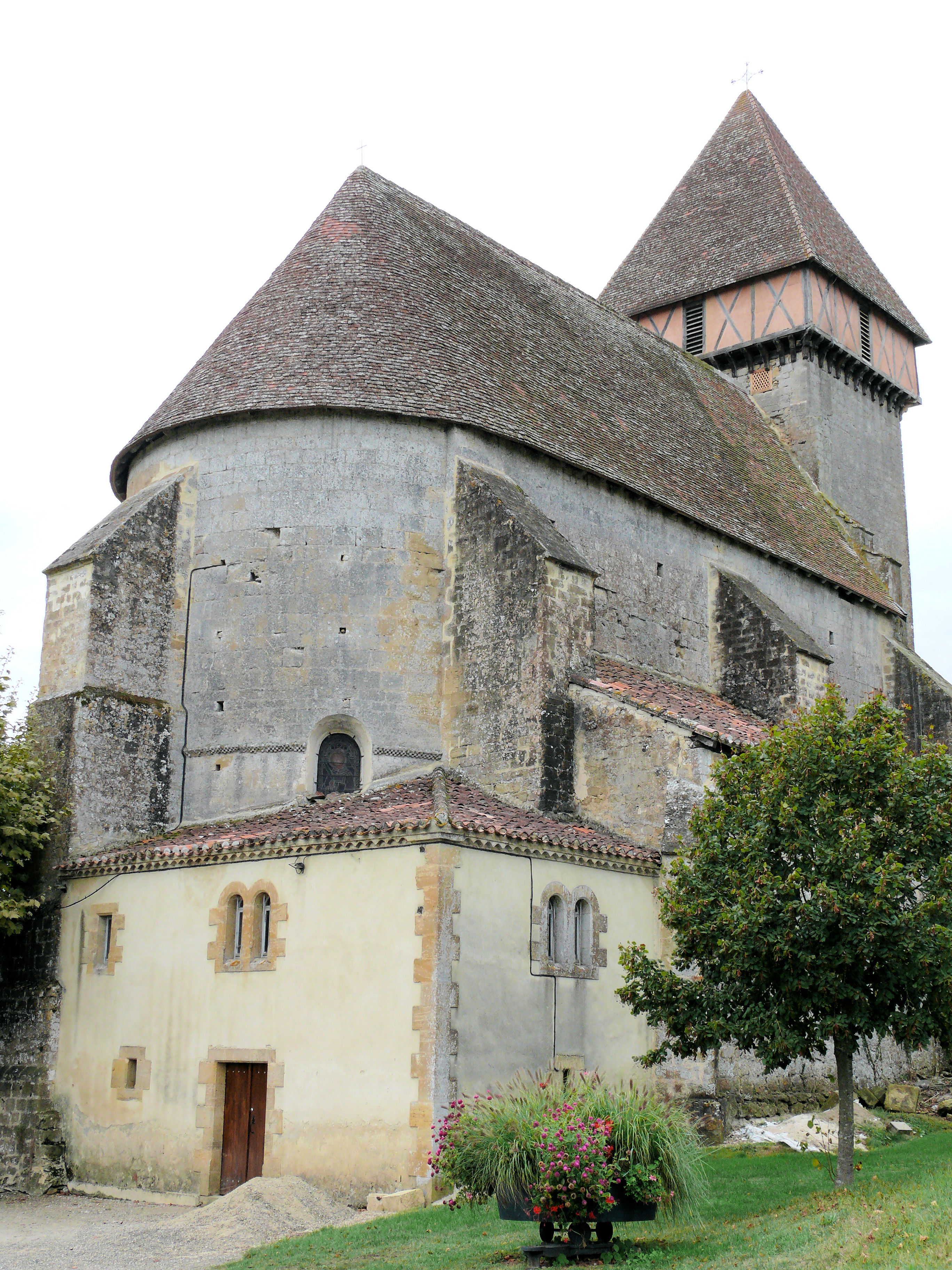
Церковь Св. Иоанна Крестителя
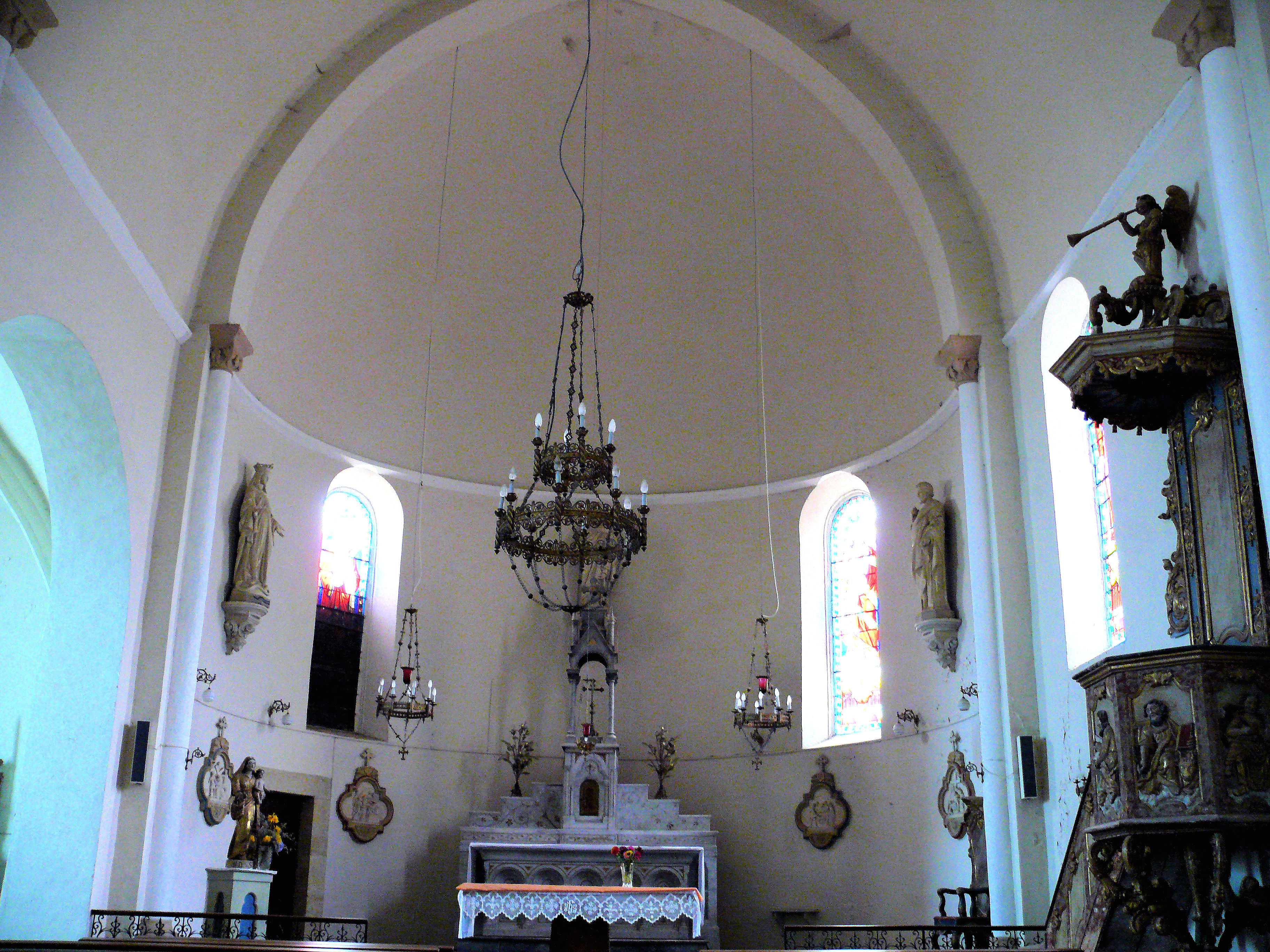
Интерьер церкви Св. Иоанна Крестителя